# Xestia papuana
Xestia papuana är en fjärilsart som beskrevs av W. Warren 1912. Xestia papuana ingår i släktet Xestia och familjen nattflyn. Inga underarter finns listade i Catalogue of Life.